# Sitobion fragariae
Sitobion fragariae é um afídeo semelhante e, por vezes, confundido com Macrosiphum avenae. Os ovos desta espécie são postos pelas fêmeas sexúparas em amoreiras, plantas de framboesa e roseiras-bravas. No início da Primavera, os jovens afídios alimentam-se de seiva no topo dos novos rebentos. No Verão, começam a colonizar diversas espécies de gramíneas, entre as quais o trigo, ainda que apareçam em muito menor número que os espécimes de M. avenae e, por isso, menos nocivo para esta cultura. As plantas que preferem, contudo, pertencem ao género Holcus (principalmente Holcus mollis). As formas ápteras medem cerca de 1,6 a 3,0 mm de comprimento e têm forma fusiforme. Têm cor esverdeada com laivos amarelos com marcas castanhas entre os segmentos da parte superior do abdómen. Os dois sifúnculos são negros e, quando a espécie coloniza plantas do género Rubus, apresentam bases pálidas. Têm uma cauda menor ou até metade do tamanho dos sifúnculos. As antenas costumam ter cerca do mesmo comprimento do corpo, com os segmentos junto à cabeça mais claros que os outros. A forma alada tem cerca de 2,0 a 3,0 mm de comprimento, corpo verde-amarelado e com uma ornamentação intersegmental escura bem distinta.